# Dolichiscus floridanus
Dolichiscus floridanus is een pissebed uit de familie Austrarcturellidae. De wetenschappelijke naam van de soort is voor het eerst geldig gepubliceerd in 1900 door Richardson.